# Понор (ријека)
Понор је ријека на подручју општине Мркоњић Град, Република Српска, БиХ. Она представља јединствену хидро-геоморфолошку појаву, јер извире код села Подрашница и након неколико километара понире испод југозападне падине планине Мањача. Након тога се опет појављује у мјесту Крупа на Врбасу (општина Бања Лука) и под именом Крупа се улијева у ријеку Врбас. Понор се одликује високим степеном еколошке очуваности и богатством живог свијета.